# Torre de Bajolí
La torre de Bajolí, también escrito como torre de Bajaolí es una torre paramilitar de defensa y vigilancia, construida a finales del siglo XVII (hacia 1695) en Ciudadela por ingenieros militares españoles.

## Historia
La Torre de Bajolí fue construida en el siglo XVII en España.
Está construida en el Cabo de Bajolí, en menorquín Cap des Bajolí, en un lugar prominente para facilitar la observación del mar.
Actualmente (julio de 2018), está situada dentro de una propiedad privada pero se puede observar desde el hipódromo de la Torre del Ram en Ciudadela.